# Song Weilong
Song Weilong (en chino tradicional, 宋威龍; en chino simplificado, 宋威龙; pinyin, Sòng Wēilóng), es un actor y modelo chino.

## Biografía
Tiene dos hermanas mayores.
Entró al Shaolin Tagou Martial Arts School en la Provincia de Henán.
Es amigo de los actores Fei Qiming y Shen Yue.
A finales del 2017 salió brevemente con la actriz china Lin Yun, sin embargo la relación terminó poco después.

## Carrera
En el 2015 firmó con la agencia Huanyu Film (YuZheng Studio).
El 15 de abril del 2017 apareció por primera vez como invitado en el programa de variedades Happy Camp donde apareció junto a Deng Lun, Even Wu, Wei Daxun, Zhou Yutong, Wu You, Dai Chao y Sun Yi.
Ese mismo año se unió al elenco de la serie Long For You donde dio vida a Gu Shiyi. La serie fue una adaptación del cómic «The Distance of Light Between You and Me».
También Asistió a la Semana de la Moda de «Nylon 2017» junto al actor Wei Da Xun y la actriz Zhou Yutong, siendo los tres representantes de dicha marca.
El 14 de enero de 2018 se unió al elenco principal de la serie Untouchable Lovers (también conocida como «Phoenix Prison») donde interpretó a Rong Zhi, el hermano menor de Feng Ting (Wu Jinyan), la emperatriz viuda del Norte de Wei. Rong es un hombre astuto e intrigante que usa el poder de Liu Chuyu (Guan Xiaotong) para avanzar en su propio reino, sin embargo cambia de parecer cuando se enamora de la hermana gemela de Chuyu, Zhu Que (Guan Xiaotong), hasta el final de la serie el 16 de abril del mismo año.
El 26 de enero del 2020 se unió al elenco principal de la serie Find Yourself donde dio vida a Yuan Song, hasta el final de la serie el 18 de febrero del 2020.
El 1 de mayo del mismo año se unió al elenco principal de la serie Beautiful Reborn Flower donde interpretó a Lin Heping, un famoso curador que luego de encontrarse con Xiao Man (Lin Yun) se sorprende ya que es exactamente igual a la mujer que amó durante años, hasta el final de la serie el 22 de mayo del mismo año.

El 23 de julio del mismo año se unirá al elenco principal de la serie In A Class of Her Own donde dará vida a Feng Chengjun. La serie es el remake chino de la popular serie surcoreana Sungkyunkwan Scandal.
Así como al elenco principal de la serie Go Ahead (以家人之名) donde interpretará al dentista Ling Xiao.

## Filmografía

### Series de televisión
| Año          | Título                  | Papel         | Cadena         | Notas            | Ref |
| ------------ | ----------------------- | ------------- | -------------- | ---------------- | --- |
| 2016         | Demon Girl 2            | Ying Long     | Mango TV       | Papel Secundario |     |
| 2017         | Long For You            | Gu Shiyi      | LeTV           | Papel Principal  |     |
| 2018         | Untouchable Lovers      | Rong Zhi      | Hunan TV       | Papel Principal  |     |
| 2020         | Find Yourself           | Yuan Song     | Hunan TV       | Papel Principal  |     |
| 2020         | Beautiful Reborn Flower | Lin Heping    | iQiyi, Tencent | Papel Principal  |     |
| 2020         | In a Class of Her Own   | Feng Chengjun | iQiyi          | Papel Principal  |     |
| 2020         | Go Ahead                | Ling Xiao     | Hunan TV       | Papel Principal  |     |
| 2022         | Bionic                  |               | iQiyi          |                  |     |
| Por anunciar | A League of Nobleman    | Zhang Ping    | Tencent        |                  |     |

### Películas
| Año  | Título                        | Papel                 | Notas |
| ---- | ----------------------------- | --------------------- | ----- |
| 2018 | Game Breaker: Unawakened City | Nan Ji                |       |
| 2019 | Love the Way You Are          | Fang Yu Ke            |       |
| 2021 | A New Awakening               | Invitado especial     |       |
| 2021 | Catman                        | Chao Chao             |       |
| 2021 | Love Story in London          | Jiang Hai             |       |
| 2022 | Just For Meeting You          | Yang Yi / Yang Si Huo |       |

### Apariciones en programas
| Año  | Título                   | Cadena             | Notas                                     | Ref |
| ---- | ------------------------ | ------------------ | ----------------------------------------- | --- |
| 2008 | Day Day Up               | Hunan TV           | Invitado (Ep. 681)                        |     |
| 2017 | Happy Camp               | Hunan TV, Mango TV | Invitado                                  |     |
| 2018 | Give Me Five 2           | ZJTV               | Invitado (Ep. 7-8)                        |     |
| 2018 | Happy Camp               | Hunan TV, Mango TV | Invitado (29/04 – 02/10)                  |     |
| 2020 | Hey! What are You Doing? | Mango TV           | Invitado (Ep. 1)                          |     |
| 2020 | Happy Camp               | Hunan TV, Mango TV | Invitado (29/02 – 09/05)                  |     |
| 2020 | Back to Field : Season 4 | Hunan TV           | Invitado (Ep. 3-4)                        |     |
| 2021 | Perfect Summer Season 2  | Dragon TV          | Invitado (Ep. 6-7)                        |     |
| 2021 | The Irresistible 2       | Hunan TV           | Miembro del elenco (Younger brother team) |     |

### Anuncios/Endorsos
| Año  | Título        | Notas                      |
| ---- | ------------- | -------------------------- |
| 2017 | NYLON         |                            |
| 2019 | Asics         | (marca deportiva japonesa) |
| 2020 | Vinda Tissues | (portavoz)                 |

### Eventos
| Año  | Título           | Notas |
| ---- | ---------------- | ----- |
| 2021 | 2020 Weibo Night |       |

### Revistas / sesiones fotográficas
| Año  | Título                                                           | Notas                      |
| ---- | ---------------------------------------------------------------- | -------------------------- |
| 2017 | OK!                                                              | (publicación #136)         |
| 2018 | Elle Idol magazine                                               |                            |
| 2019 | L’Officiel Hommes                                                | (publicación de julio)     |
| 2019 | LEON China                                                       | (publicación de julio)     |
| 2019 | Harper’s Bazaar China - "Chinese Valentine’s Day (Qixi) Special" | (publicación digital)      |
| 2019 | OK! China                                                        | (publicación #183)         |
| 2019 | InStyle China                                                    | (publicación #557)         |
| 2019 | Burberry                                                         |                            |
| 2019 | The NY Times Travel Magazine China                               | (publicación de diciembre) |
| 2019 | Modern Weekly Style                                              | (publicación #3)           |
| 2020 | Esquire China: The Big Black Book - Spring & Summer 2020         |                            |
| 2021 | Men’s uno                                                        |                            |

## Discografía

### Otros
| Año  | Canción        | Álbum                          | Notas                                                                                            |
| ---- | -------------- | ------------------------------ | ------------------------------------------------------------------------------------------------ |
| 2020 | 心暖心等于世界 | Lanzado por Xinhua News Agency | (Canción y mensajes para apoyar a quienes luchan contra el coronavirus) - junto a otros artistas |

## Apoyo a obras de caridad
| Año  | Evento             | Notas                 |
| ---- | ------------------ | --------------------- |
| 2020 | Rare Disease Day   | Embajador promocional |
| 2016 | Green Bicycle Tour | Embajador juvenil     |

## Premios y nominaciones
| Año  | Premio                                 | Categoría                       | Trabajo              | Resultado |
| ---- | -------------------------------------- | ------------------------------- | -------------------- | --------- |
| 2017 | OK! The Style Awards                   | Premio Nuevo Ídolo de la Moda   |                      | Ganador   |
| 2017 | 14th Esquire Man At His Best Awards    | Recién llegado del año          |                      | Ganador   |
| 2017 | 11th Tencent Video Star Awards         | Nuevo artista masculino del año |                      | Ganador   |
| 2017 | 24th Cosmo Beauty Ceremony             | Beautiful Idol of the Year      |                      | Ganador   |
| 2017 | Men's UNO YOUNG Awards                 | Ídolo más prometedor            |                      | Ganador   |
| 2019 | China Movie Channel Media Awards       | Mejor actor revelación          | Love The Way You Are | Ganador   |
| 2020 | 7th The Actors of China Award Ceremony | Mejor actor (serie web)         |                      | Nominado  |
| 2020 | Jinri Toutiao Awards Ceremony          | Actor más popular               |                      | Ganador   |